# Arkys brevipalpus
Espèce
Synonymes
- Arkys perlatus  Simon, 1889

Arkys brevipalpus est une espèce d'araignées aranéomorphes de la famille des Arkyidae.

## Distribution
Cette espèce est endémique de Nouvelle-Calédonie.

## Publication originale
- Karsch, 1878 : Exotisch-araneologisches. 2 Zeitschrift für die gesammten Naturwissenschaften, vol. 51, p. 771-826.